# Liste des cathédrales de Cuba

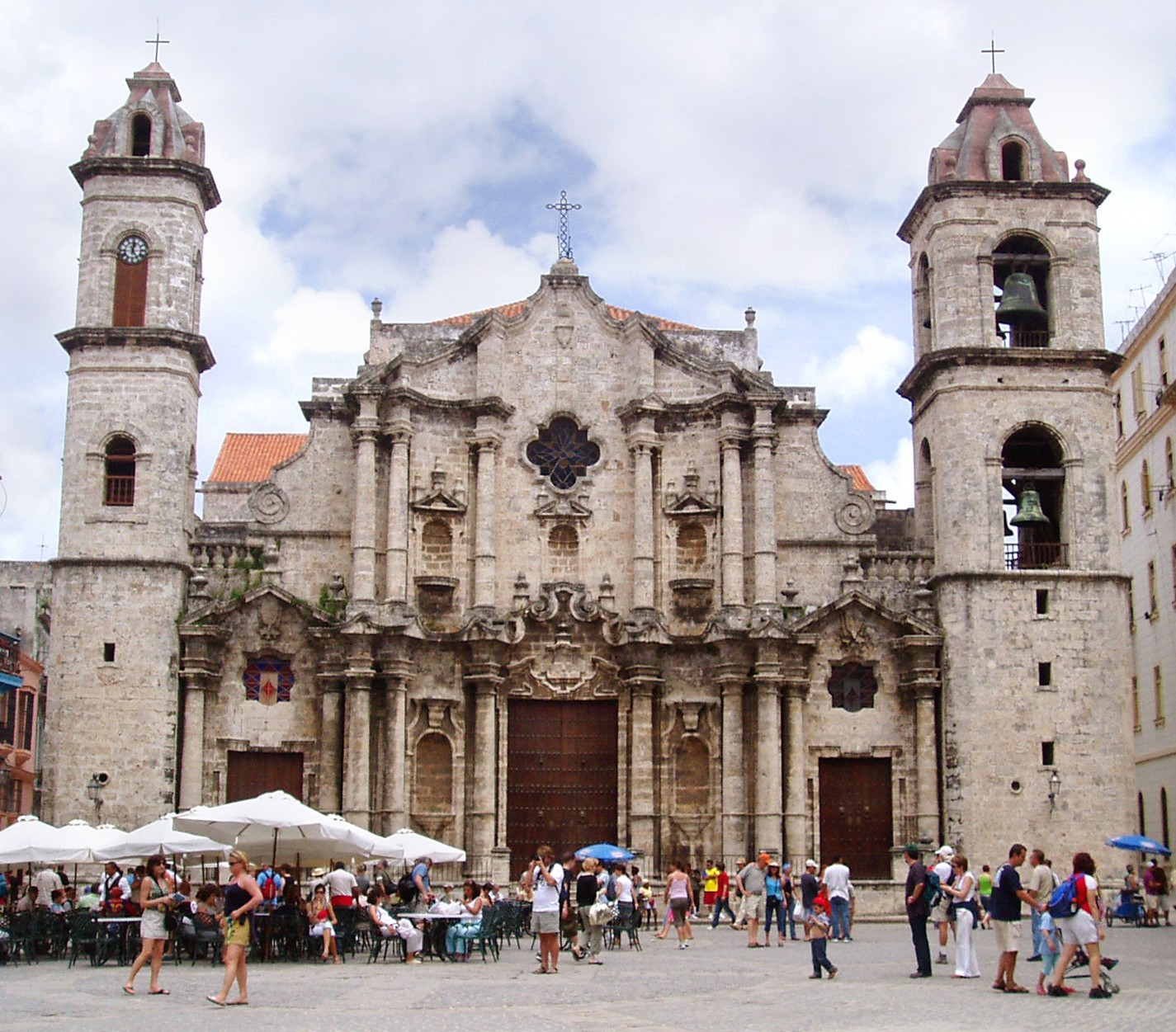
Cathédrale de La Havane

Cet article recense les cathédrales de Cuba.
Cuba possède plusieurs cathédrales.

## Catholicisme
- Cathédrale du Saint-Sauveur-de-Bayamo de Bayamo
- Cathédrale Notre-Dame-de-Candelaria de Camagüey
- Cathédrale Saint-Eugène de Ciego de Ávila
- Cathédrale Notre-Dame-de-l'Immaculée-Conception de Cienfuegos
- Cathédrale Sainte-Catherine-de-Ricci de Guantánamo
- Cathédrale Notre-Dame-de-l'Assomption de Baracoa
- Cathédrale Saint-Isidore de Holguín
- Cathédrale de l'Immaculée-Conception-de-la-Vierge-Marie à La Havane
- Cathédrale Saint-Charles-Borromée de Matanzas
- Cathédrale San Rosendo de Pinar del Río
- Cathédrale Sainte-Claire-d'Assise de Santa Clara
- Basilique-Cathédrale de Notre-Dame-de-l'Assomption à Santiago de Cuba

## Orthodoxie

### Patriarcat œcuménique de Constantinople
- Cathédrale Saint-Nicolas-de-Myre de La Havane

### Église orthodoxe russe
- Cathédrale Notre-Dame-de-Kazan de La Havane

## Anglicanisme
- Cathédrale de la Sainte-Trinité de La Havane